# Atsadawut Luengsuntorn
Atsadawut Luengsuntorn (tiếng Thái: อัษฎาวุธ เหลืองสุนทร, phiên âm: Át-xa-đa-vút Lương-xun-thon, sinh ngày 26 tháng 09 năm 1972) là một diễn viên, người mẫu, nhà sản xuất người Thái Lan. Anh được biết đến qua các bộ phim trên đài Channel 7 (CH7) khi còn là diễn viên độc quyền, và còn được khán giả Việt Nam qua bộ phim truyền hình hợp tác giữa Việt-Thái Tình xa của Đài truyền hình Việt Nam đóng chung với nữ diễn viên Việt Nam Hà Hương

## Tiểu sử
Anh đóng MV Num Preaw in 1992 và sau đó bắt đầu sự nghiệp người mẫu, đóng với Sonia Couling. Anh đóng phim truyền hình Bun lang Meck (tiếng Thái: บัลลังก์เมฆ) năm 1993. Hiện tại, anh làm MC Radio 89 Chill FM và nhà sản xuất phim. In his life. Anh kết hôn với Panit Jianwibulyanont và có con gái tên Singh Luengsuntorn (tiếng Thái: สิงห์ เหลืองสุนทร)

### Phim điện ảnh
- The Tiger Blade (2004) as Yosthana
- Madagascar (2005) voiced as Alex (Thai Dubbed)
- Madagascar: Escape 2 Africa (2007) voiced as Alex (Thai Dubbed)
- Speed Racer (2009) voiced as Racer X (Thai Dubbed)
- Madagascar 3: Uroupe's Most Wanted (2015) voiced as Alex (Thai Dubbed)

### Phim truyền hình (diễn viên)
| Năm  | Phim                                           | Vai                                                      | Đóng với                                     | Đài |
| ---- | ---------------------------------------------- | -------------------------------------------------------- | -------------------------------------------- | --- |
| 1993 | Ban Lung Mek Danh vọng như mây                 | Pakorn Nateepitak                                        | จิราพร สุวรรณวงษ์                               | CH5 |
| 1994 | Chao Nang                                      | Chao Rak Fa                                              |                                              | CH5 |
| 1995 | Ko Mon Bai Nun Tee Ter Fun Yam Nun             | Tom                                                      | –                                            | CH7 |
| 1995 | Ploy Prao Seng                                 |                                                          |                                              | CH3 |
| 1996 | Mongkut Dok Som                                | Kongkiet Jenphanitsakul (Big Prince)                     | Natharika Thamapreedanan                     | CH7 |
| 1996 | Rattanakosin                                   | Son                                                      | Ekarat Sarasuk & Kullasatree Siripongpreeda  | CH7 |
| 1997 | Tayat Pong Pang                                | Tinnat                                                   |                                              | CH7 |
| 1998 | E-sa-Ravi Chuang chot E-Sa: Nước mắt hồng nhan | Somsak                                                   | Ratchaneekorn Phanmanee & Woranuch Wongsawan | CH7 |
| 1998 | Gammathep Len Gol                              | Doctor San                                               | –                                            | CH7 |
| 1999 | Ga Gab Hong                                    | Pongwat                                                  | –                                            | CH7 |
| 1999 | Puern Rang Bon Tang Rak                        |                                                          | –                                            | CH7 |
| 1999 | Dej Mae Yai                                    |                                                          | Angsana Buranon                              | CH9 |
| 2000 | Mae Krua Tua Yung                              | Vint Sethboriboon (Mr.Win)                               | –                                            | CH7 |
| 2000 | Matjuraj Jamlang                               | Camin                                                    | –                                            | CH7 |
| 2000 | Mae Nam                                        | Song Glod                                                |                                              | CH5 |
| 2001 | Mekha                                          | Pawan                                                    | –                                            | CH7 |
| 2001 | Ateeta                                         | Sirotma                                                  | –                                            | CH7 |
| 2001 | Pin Prai                                       | Krissada                                                 | Piyathida Woramusik                          | CH7 |
| 2002 | La Sud Khob Fa                                 | Jen Phob                                                 | –                                            | CH7 |
| 2002 | Meckhala                                       | Anutep / "Tep"                                           | Suvanant Kongying                            | CH7 |
| 2003 | Talad Rongje Likae Kwamrak                     | Singha                                                   | –                                            | CH7 |
| 2003 | Benja Keeta Kwamrak                            | Dr. Klui Piw                                             |                                              | CH7 |
| 2003 | Butsaba Saam Cha                               | Phupha                                                   | Kullanat Preeyawat                           | CH7 |
| 2003 | Sanya Muea Sayanh                              | Suk Lak                                                  | –                                            | CH7 |
| 2003 | Hong Hun                                       | Santi                                                    | Chiranan Manochaem                           | CH7 |
| 2004 | Fa Mai                                         | Prince Thammathibet Chaiyachet Suriyawong (Chao Fa Kung) | Patcharapa Chaichua & Nattawut Skidjai       | CH7 |
| 2004 | Nang Fa Dern Din                               | Touch                                                    | –                                            | CH7 |
| 2005 | Ribbin Kiao Gab Glong Gradat Daeng             | Nimit                                                    | –                                            | CH7 |
| 2005 | Sao Noi Aoi Kwan                               | Nattorn                                                  | Matika Atthakornsiripo                       | CH7 |
| 2005 | Ban Roi Dokmai                                 | Gobbun Chernissarachai                                   | Woranuch Bhirombhakdi                        | CH7 |
| 2005 | Sing Motorsike Gab Yai Tua Saeb                | Patthai                                                  | –                                            | CH7 |
| 2006 | Sai Rak Salawin                                | Phawin                                                   | –                                            | CH7 |
| 2006 | Yai Noo Lookpor                                | ค่อก                                                      | –                                            | CH7 |
| 2007 | Goh 1                                          | Pran Goh                                                 | –                                            | CH7 |
| 2007 | Poo Pitak See Yaek 1–2                         | Cheewin                                                  | Chiranan Manochaem                           | CH7 |
| 2007 | Pood Payabat                                   | Kasin                                                    |                                              | ITV |
| 2007 | Rak Rai Prom Dan                               |                                                          |                                              | ITV |
| 2008 | Goh 2                                          | Pran Goh                                                 | –                                            | CH7 |
| 2008 | Ter Keh Cheewit                                | Ruj                                                      |                                              | CH7 |
| 2008 | Puen Niramit                                   | Pranai                                                   | –                                            | CH7 |
| 2009 | Payak Yikae                                    | Boonaek Amarintr                                         | Jill Rogers                                  | CH7 |
| 2009 | Sapai Jaidej                                   | Noppanai                                                 | Kannaporn Puangtong                          | CH7 |
| 2009 | Goh Zaa Tah Miti                               | Pran Goh                                                 | Orwannasa Tarnwised                          | CH7 |
| 2010 | Mae Sri Prai                                   | Prajet/ Intorn                                           | Chiranan Manochaem                           | CH7 |
| 2010 | Moo 7 Dejsaratee                               | Bordin (Din)                                             | –                                            | CH7 |
| 2011 | Nang Sao Rak Dee Hương vị tình yêu             | Pheem                                                    | Akumsiri Suwannasuk                          | CH7 |
| 2012 | Pang Sanaeha Định mệnh an bài                  | Milionaire Songkram / Denis Young                        | Punyaporn Pongpipat                          | CH7 |
| 2012 | Tong Prakai Sad Thiên sứ tội lỗi               | Weerachai                                                | Savika Chaiyadej                             | CH8 |
| 2012 | Mon Rak Talad Sod Vận may bất ngờ              | Duong                                                    | Sakolrat Wornurai                            | CH8 |
| 2013 | Khun Mae Chapoh Nar Khun Ya Chapoh Kij         | Singsayam/ Ya Ob Jan                                     | Pornpan Sittinavavit                         | CH7 |
| 2015 | Pleng Tawan Ánh dương trỗi dậy                 | Nanthawat                                                | Kantapong Bamrongrak & Stephany Auernig      | CH7 |
| 2019 | Dao Lhong Fah Vì sao dưới trời                 | Watcharin Sirawut                                        | Siriam Pakdeedumrongrit & Ornanong Panyawong | CH3 |

### Hợp tác với Việt Nam
| Năm  | Phim    | Vai | Đóng với | Đài              | Ghi chú                               |
| ---- | ------- | --- | -------- | ---------------- | ------------------------------------- |
| 2003 | Tình xa | Đen | Hà Hương | VTV1 / Channel 7 | Phim do VFC với hãng Kantana sản xuất |

### Nhà sản xuất / Đạo diễn
| Phim sản xuất | Phim sản xuất                       | Phim sản xuất                                   | Phim sản xuất |
| Năm           | Phim                                | Diễn viên                                       | Đài           |
| ------------- | ----------------------------------- | ----------------------------------------------- | ------------- |
| 2011          | Wiwah Har Hey                       | Pathit Pisitkul Lalana Kongtoranin              | CH7           |
| 2012          | Goo Phai Huajai Weaw                | Pathit Pisitkul Poonyaporn Poonpipat            | CH7           |
| 2013          | Kun Mae Chapoh Na Kun Ya Chapoh Kij | Atsadawut Luengsuntorn Pornpan Sittinavavit     | CH7           |
| 2014          | Rak Khun Tao Chang                  | Ket Tantap Apa Pawilai                          | CH7           |
| 2014          | Prai Payakorn                       | Tana Suttikamol Praya Lundberg                  | CH7           |
| 2015          | Pleng Tawan Ánh dương trối dậy      | Kantapong Bamrongrak Stephany Auernig           | CH7           |
| 2016          | Nang Fa Puern Foon                  | Pormmin Siravanadon Absornsiri Intarakoosin     | CH7           |
| 2016          | Seng Sud Tai                        | Phattharapon Dejpongwaranon Ramida Theerapat    | CH7           |
| 2016          | Somtam Hamburger                    |                                                 | True4U        |
| 2017          | Leh Rak Ya Jai                      | Peerawat Kullananwat Patsita Athi-Anantasak     | CH7           |
| 2018          | Kam See Tan Dorn Băng qua đại dương | Thanawat Wattanaputi Sirin Prediyanont          | CH3           |
| 2019          | Gon Arun Ja Rung                    | Kamonchanok Kemayotin Yuttabhichai Chanlekha    | GMM 25        |
| 2019          | Uthai Thevi                         | Poompathit Nittayarot Warattaya Wongchayaporn   | CH3           |
| 2019          | Plerng Rissaya Ngọn lửa đố kị       | Nattaraht Maurice Legrand Marguerite Indracusin | CH8           |
| 2019          | Dao Lhong Fah Vì sao dưới trời      | Masu Junyangdikul Panalee Varunwongse           | CH3           |
| 2022          | Goo Pai Hua Jai Soo                 | Kitsakorn Kanogtorn Rakwanee Kamsing            | One 31        |
|               | Nam Peung Kom                       | Pakorn Lam Preeyakarn Jaikanta                  | CH3           |

### TV Host
- Ban Noy Soy Gao aired on MCOT HD (Currently discontinued)
- Super Concert aired on Channel 3 with Paornrat Yodnen (Currently discontinued)
- Fancy Done aired on Channel 5 with Pornchita Na Songkla (Currently discontinued)
- School Bus aired on Channel 5 (At present, change the new MC)
- DJ.Chill FM 89 AtimeMedia (Currently discontinued)
- Wetee Thai aired on Channel 5 with Itsariya Saisanan (Currently discontinued)

### Sân khấu
- T.Y. family (1992)
- Inao-Choraka (1994)
- Ngoh Pa (1995)
- Amadius (1996)
- The Little Prince (1997)
- Dao Lao Nitan (1997)
- Phoo Ying Plastic (1998–2002)
- Mahajanaka (2007)

### MV
- Mai Mee Weaw – Itthi Palangkul (1992)[7]
- Krai Kon Nan – Polpol X Labanoon
- Thorn Tua – Num Sek
- Roo Mai Tam Mai – Maleewan Jemina
- Eek Nan Mai - NUM KALA (2020)